# Camillo Bellieni
Camillo Bellieni (Sassari, 31 gennaio 1893 – Napoli, 9 dicembre 1975) è stato un politico e storico italiano,  teorico del sardismo, principale ideologo e fondatore del Partito Sardo d'Azione, insieme ad Emilio Lussu e ad altri reduci della Brigata Sassari.

## Biografia
Bellieni nacque a Sassari il 31 gennaio del 1893, figlio di Nicola Bellieni, di remote origini comasche, e di Elisabetta Marras. Cresciuto, per buona parte della sua infanzia, a Thiesi (in provincia di Sassari), dove il padre esercitava la professione di farmacista, conseguì la laurea in Giurisprudenza a Sassari e, successivamente, quella in Filosofia a Roma, trasferendosi poi per motivi di lavoro a Napoli (città nella quale partecipava attivamente ai circoli culturali e politici d'impronta radicale), dove conobbe e successivamente sposò Margherita Ciampo.
Volontario nella prima guerra mondiale, combatté come soldato semplice del 134º reggimento fanteria nella battaglia del Carso. Divenuto sottotenente nel 43º reggimento fanteria, si distinse negli assalti alle trincee di Plava e delle Frasche. Con la Brigata Sassari, nei combattimenti che interessarono l'altopiano di Asiago, rimase invalido nel Novembre 1917. Ricevette due medaglie al valore militare.
Dopo la guerra organizzò il Movimento dei Combattenti Sardi a Sassari che unitosi al Movimento Sardo per l'autonomia nato a Cagliari nel 1910, col giornale Sardegna, darà origine con Emilio Lussu e Davide Cova al Partito Sardo d'Azione. A causa della sua opposizione al Fascismo, venne sospeso dalla direzione della Biblioteca dell'Università di Bologna e costretto a fare l'insegnante precario di Storia e Filosofia in diverse città italiane, ultima Trieste nel 1925.
Nel 1943 tornò in Sardegna dove fu impiegato come bibliotecario all'Università di Sassari. Riorganizzato il Partito Sardo d'Azione dopo la caduta del Fascismo, Bellieni, si oppose strenuamente alla corrente socialista di Emilio Lussu, che abbandonò il Partito a seguito del IX Congresso nel 1948. 
Nel referendum istituzionale del 1946, votò per la Monarchia. 
Raggiunta l'età della pensione tornò a Napoli e vi rimase fino alla morte.
Le sue spoglie riposano nel cimitero di Sassari, avvolte da una Bandiera dei quattro mori.

## Collaborazioni
Ha collaborato con le riviste:
- "Il Nuraghe" di Raimondo Carta Raspi
- "Volontà" di Vincenzo Torraca
- "La Critica Politica" di Oliviero Zuccarini
- "Conscientia" di Giuseppe Tommaso Gangale

## Opere
- Attilio Deffenu e il socialismo in Sardegna (1925).
- La Sardegna e i Sardi nella civiltà del mondo antico (1928-1931; 2 voll.).
- La lotta politica in Sardegna dal 1848 ai giorni nostri (1962).
- L'attività diplomatica del Giudice di Sardegna intorno alla metà del secolo 9. d.C (1963).
- La Sardegna e i Sardi nella civiltà dell'Alto Medioevo (1973; 2 voll.).
- Eleonora d'Arborea (1978).
- Partito sardo d'azione e repubblica federale : scritti 1919-1925; a cura di Luigi Nieddu (1985).